# Emperatriz (telenovela de 2011)
Emperatriz es una telenovela mexicana producida por Fides Velasco para TV Azteca en 2011, readaptación de la telenovela homónima venezolana realizada en 1990 por la desaparecida productora Marte Televisión, con historia original del escritor venezolano José Ignacio Cabrujas.
Está protagonizada por Gabriela Spanic y Bernie Paz; y con las participaciones antagónicas de Sergio Bustamante, Rafael Sánchez Navarro, Marcela Pezet y Niurka Marcos. Cuenta con las actuaciones estelares de Adriana Louvier, Marimar Vega, Miriam Higareda y la primera actriz Julieta Egurrola; además de la actuación especial de Omar Fierro.
Las grabaciones iniciaron el 16 de marzo de 2011 y concluyeron el 30 de septiembre.

## Sinopsis
En el extranjero, Emperatriz está sola, embarazada de su segundo hijo y a punto de ser deportada. En medio de su desesperación, llama a Armando Mendoza; lo que ella ignora es que el hombre que ama festeja el cumpleaños de su esposa Alma Rosa del Real junto con sus hijas Esther, Elisa y Elena. Esther, la hija mayor, es el bebé que él le arrebató cuando ella cumplía una condena por un fraude que cometió Armando. La respuesta de este la obliga a enfrentar la verdad: él se ha burlado de su amor de la manera más ruin. Hace años y siguiendo el consejo de Perfecta, su madre, Emperatriz entregó al bebé a Armando, bajo la creencia de que ambas volverían a estar juntas.
Al salir libre, el astuto manipulador le hizo creer que podría ser encarcelada de nuevo, por lo que era mejor que se fuera lejos. El profundo dolor que ciega a Emperatriz clama venganza; de hoy en adelante su meta será recuperar a su hija y destruir al hombre que tanto amó. Emperatriz encuentra en Manuel, un inteligente hombre de negocios, el apoyo necesario para regresar a su país y buscar a su hija. Sus planes se ven afectados por dos circunstancias, la atracción que hay entre ellos y el impulsivo carácter de Emperatriz. Sus vidas dan un vuelco cuando Emperatriz se presenta ante la familia Del Real y conoce a Alejandro, viudo de Margarita del Real, la hermana de Alma Rosa y a quien Justo del Real ve como a un hijo.
Es gracias a Alejandro que el corazón de Emperatriz vuelve a latir. Alma Rosa muere de un infarto tras una terrible discusión con Emperatriz, quien ve coronado su deseo de desintegrar a la familia de Armando, pero, creyendo que Elisa es su hija, Emperatriz busca estar a su lado. En la muerte de Alma Rosa y el supuesto suicidio de Armando, Elisa encuentra más razones para destruir a Emperatriz.
Por otro lado, Esther, la verdadera hija de Emperatriz y Armando, era una niña cuando supo que la dulce Alma Rosa no era su madre, el shock fue tal que intentó suicidarse. Quien la salvó de morir ahogada fue Elisa; de esta tragedia surgió un lazo indestructible entre ellas, lo que hace que Elisa proteja a su hermana de la crueldad de Emperatriz, y para ello está dispuesta a todo. A causa de esto, Esther es enviada a Suiza por Justo, el abuelo que siempre la ha despreciado.
Sin embargo Esther y Emperatriz lucharán a muerte por el amor de Alejandro quien estará confundido al saber que Emperatriz es hija de Justo.

## Reparto
- Gabriela Spanic - Emperatriz Jurado / Emperatriz Del Real Jurado de Miranda
- Bernie Paz - Alejandro Miranda
- Sergio Bustamante - Justo Del Real
- Rafael Sánchez Navarro - Manuel León
- Adriana Louvier - Esther Mendoza Del Real
- Marimar Vega - Elisa Mendoza Del Real
- Miriam Higareda - Elena Mendoza Del Real
- Julieta Egurrola - Perfecta Jurado
- Omar Fierro - Armando Mendoza
- Carmen Delgado - Graciela "La Gata" Mendoza
- Alberto Guerra - Mauricio Gómez
- Ana Karina Guevara - Cocó Álvarez
- Concepción Márquez - Agustina Morales
- Dora Montero - Lola Martínez
- Carlos Marmen - Gonzalo Islas
- Fabián Peña - Benito Ramírez
- René Campero - Roberto Paredes
- Marcela Pezet - Isabel Cristina Andueza
- Mar Carrera - Alma Rosa Del Real Bustamante de Mendoza
- Jorge Alberti - Nicolás "Nico" Galván Castillo / Nicolás "Nico" León Galván
- Niurka Marcos - Ángela Galván Castillo "Quimera"
- Larissa Mendizábal - Doris
- Erika de la Rosa - Dra. Ximena Castellanos
- Irma Infante - Antonieta Vda. de Andueza
- Sandra Destenave - Marlene Martínez de León
- Daniela Garmendia - Cynthia
- Martín Navarrete - Fernando Casillas
- Mercedes Pascual - Leonor Bustamente de Del Real
- Cristina Michaus - Gina Medina "La Caimana"
- Paloma Woolrich - Josefa Islas
- Erick Chapa - David
- Alma Rosa Añorve - Consuelo
- Luis René Aguirre - Leopoldo
- Aurora Gil Castro - Lulú
- Alfonso Bravo - Jaime
- David Muri - Federico
- Citlali Galindo - Lorena Salazar
- Guillermo Larrea - Jorge
- Julio Casado - Freddy Carreño
- Blas García - Juez
- Carlos Ceja - Hermano de Cynthia
- Josefo Rodríguez - Papá de David
- Marco Zetina - Gustavo
- Matilde Miranda - Norma
- Isabel Yudice - Estefany
- Gary Rivas - Cte. Rodolfo Trueba
- Margarita Wynne - Rosa
- Alenka Ríos - Cristina Del Valle
- Elia Domenzain - Mariana Ramírez
- Ana María González - Directora de la escuela de Elena
- Carlos Hernán Romo - Hermano de Cynthia
- Estela Cano - Bárbara
- Marcela Guirado - Esther Mendoza Del Real (niña)
- Alicia Jaziz - Elisa Mendoza Del Real (niña)
- Alejandra Zaid - Elena Mendoza Del Real (niña)

## Premios

### Premios Califa de Oro
| Año  | Categoría       | Nominada        | Resultado |
| ---- | --------------- | --------------- | --------- |
| 2011 | Mejor actuación | Gabriela Spanic | Ganadora  |

## Versiones
- Su versión original corresponde a la telenovela venezolana homónima Emperatriz, realizada en 1990 y protagonizada por Marina Baura, Raúl Amundaray, Nohely Arteaga y Astrid Carolina Herrera.